# Karen Carpenter
Pour les articles homonymes, voir Carpenter.
Karen Anne Carpenter, née le 2 mars 1950 à New Haven et morte le 4 février 1983 à Los Angeles, est une chanteuse et batteuse américaine. Avec son frère Richard, elle a constitué le duo The Carpenters.
Elle souffrait d'anorexie mentale, une maladie peu connue à l'époque. Elle meurt à 32 ans, d'un arrêt cardiaque (Il sera plus tard attribué aux complications dues à sa maladie).
Outre son talent à la batterie, elle était connue pour ses capacités vocales.

## Enfance
Karen Carpenter est née à New Haven. Elle est la fille d'Agnès Reuwer (née Tatum) et Harold Bertram Carpenter.
Dans sa jeunesse, elle aimait jouer au baseball avec d'autres enfants dans la rue. Dans l'émission de TV This Is Your Life (en), elle déclare qu'elle aimait surtout lancer les balles. Au début des années 1970, elle devient le lanceur officiel de The Carpenters Softball Team (l'équipe de softball des Carpenters).
Son frère Richard devint un enfant prodige au piano.
En 1963, la famille Carpenter déménagea, s'installant à Downey, dans la banlieue de Los Angeles.
Karen Carpenter devint élève de la Downey High School (en). Elle rejoignit l'orchestre de l'école. Le chef de la formation (qui avait précédemment remarqué son frère ainé Richard) lui confia le glockenspiel. Entendant son ami Frankie Chavez à la batterie, elle décida d'en jouer plutôt que du métallophone.
Elle et son frère firent leur premier enregistrement en 1965 et 1966.
L'année suivante, elle commença un régime. Elle mesurait 163 cm et pesait 75 kg. Après son régime, elle pesait 60 kg. Elle garda ce poids jusqu'en 1973, au plus haut de sa carrière. En septembre 1975, elle pesait 45 kg.

## Carrière musicale
De 1965 à 1968, Karen, son frère Richard, et un de leurs amis de collège, Wes Jacobs, un bassiste et joueur de tuba, formèrent le trio The Richard Carpenter Trio.
L'orchestre jouait du jazz dans de nombreux night-clubs. Ils apparurent à la télévision, dans des émissions à la recherche de nouveaux talents intitulée Your All-American College Show.
Avec d'autres musiciens, dont Gary Sims et John Bettis, ils se produisirent dans un groupe connu sous le nom de Spectrum. Ce groupe se caractérisait par des sonorités harmonieuses et des vocalises. Ils enregistrèrent des bandes sonores de démonstration dans le garage de leur ami, le bassiste Joe Osborn. Nombre de ces bandes sonores furent rejetées. Selon l'un des membres fondateurs des Carpenters, John Bettis, ces rejets « firent beaucoup de dégâts. ». Les enregistrements des sessions initiales furent perdus dans un incendie qui toucha la maison de Joe Osborn. Les versions qui subsistent sont uniquement gravés sur des disques en acétate.
En 1969, le label A&M Records signa un contrat avec les Carpenters.
Karen chantait la majorité des chansons du premier album, intitulé Offering (plus tard renommé Ticket to Ride (album)). Richard écrivit 10 des 13 chansons de l'album.
Le single (qui donna le titre de la piste), était une allusion à la chanson des Beatles. Ce fut leur premier single, il atteignit le 54e rang au hit-parade Billboard Hot 100.
Leur album suivant, sorti en 1970, Close to You, comporta deux succès importants : (They Long to Be) Close to You et We've Only Just Begun. Ils atteignirent respectivement les 1re et 2e places au hit 100.
Karen Carpenter débuta comme batteuse et chanteuse du groupe. Elle chantait toutes ses parties vocales en jouant. Du fait de sa taille (1,63 m), il était difficile pour le public de l'apercevoir derrière sa série de caisses. Elle dut se tenir sur le devant de la scène pour chanter. Mouseketeer puis Cubby O'Brien (en) la remplacèrent à la batterie pendant de nombreuses années.
Après la parution de l'album Now & Then (The Carpenters album) (en) en 1973, les albums montrent Karen Carpenter chantant plus souvent, et jouant plus rarement de la batterie. À cette époque, son frère Richard développa une addiction au Quaalude. Les Carpenters annulaient fréquemment leurs exhibitions, et ils arrêtèrent les tournées après le 4 septembre 1978 et le concert au MGM Grand Las Vegas à Las Vegas.
En 1981, paraît leur dernier album Made in America (Carpenters album) (en). Ils remontèrent sur scène pour quelques concerts. Leur dernière apparition fut un live au Brésil.

### Reconnaissance de sa virtuosité à la batterie
Karen Carpenter commença à jouer de la batterie en 1964. Elle montrait elle-même comment exécuter des partitions complexes avec une « signature personnelle », selon son frère. Les solos de batterie de Karen Carpenter étaient appréciés par ses collègues batteurs, comme Hal Blaine, Cubby O'Brien (en), Buddy Rich ainsi que par la rédaction de Modern Drummer (en) magazine. Karen Carpenter se voyait toujours comme une « batteuse qui chante ». Malgré cela, elle n'est pas souvent représentée à la batterie sur les albums des Carpenters. Elle fut la seule batteuse de l'album Ticket to Ride  et dans les chansons Mr. Guder et Please Mr. Postman. Le batteur dans l'orchestre fut souvent Hal Blaine, quand elle quitta la batterie pour chanter.

## Album en solo
En 1979, Richard prit une année pour soigner sa dépendance au Quaalude. Karen décida de faire un album en solo avec le producteur Phil Ramone. Son travail en solo fut très différent des prestations habituelles des Carpenters : des chansons plus orientées vers les adultes, un rythme disco, des voix plus sensuelles, un registre vocal plus élevé. Le projet reçut un accueil mitigé de Richard et de l'équipe du producteur A&M au début de 1980.
L'album fut mis en attente par A&M CEO et Herb Alpert, malgré les demandes de Quincy Jones pour que certaines pistes soient remixées. Le label A&M factura 400 000 $ aux Carpenters pour les frais d'enregistrement de l'album solo de Karen (non publié), à prélever sur les revenus futurs du duo,. Les fans des Carpenters eurent un avant-goût de l'album en 1989 : certaines pistes furent remixées par Richard et introduites dans l'album Lovelines, l'album final des Carpenters à partir du matériel non publié précédemment. En 1996, l'album entier sortit, sous le nom de Karen Carpenter, avec les arrangements approuvés par Karen avant sa mort, et un bonus inédit.

## Vie privée
Karen Carpenter vécut chez ses parents jusqu'à l'âge de 26 ans.
Après le succès au début de 1970, elle et son frère achetèrent deux appartements à Downey. Précédemment dénommés Geneva, les deux complexes furent rebaptisés Only Just Begun et Close To You en l'honneur des deux premiers succès du duo.
Les appartements sont situés au 8353 et 8356 de la 5e rue de Downey. En 1976, les Carpenters achetèrent deux appartements dans le quartier Century City, formant un condominium, au 2222 avenue des Stars. La sonnette carillonnait les six premières notes de We've Only Just Begun. En cadeau de bienvenue, leur mère leur donna sa collection de livres de littérature classique reliés en cuir. Karen Carpenter collectionnait les bibelots Disney, aimait jouer au softball, au baseball, et comptait Petula Clark, Olivia Newton-John et Dionne Warwick parmi ses amies.
Karen Carpenter sortit avec des hommes connus, dont Mike Curb, Tony Danza, Terry Ellis, Mark Harmon, Steve Martin et Alan Osmond (en).
Elle se marie le 31 août 1980 avec un entrepreneur, Thomas James Burris, dans la Crystal Room du Beverly Hills Hotel. Divorcé et père d'un fils de 18 ans, son mari était de neuf ans son aîné. Une chanson fut réalisée par Karen Carpenter pour la cérémonie : Touch Me When We're Dancing, Because We Are in Love, enregistrée en 1981. Burris avait dissimulé à Karen Carpenter qu'il avait subi une vasectomie ; Karen voulait absolument un enfant ; leur mariage n'y résista pas. Ils divorcèrent quatorze mois après leur mariage.

## Derniers mois
Now, enregistrée en avril 1982, fut la dernière chanson de Karen Carpenter. Elle l'enregistra après une thérapie de deux semaines avec son psychothérapeute Steven Levenkron, venu à New York pour traiter son anorexie, qui lui avait fait perdre beaucoup de poids.
Durant sa maladie, elle avait pris des médications à base d'hormones thyroïdiennes (pour accélérer son métabolisme) et des laxatifs.
Malgré sa thérapie, son état continua à se détériorer, elle perdit encore du poids ; elle appela son psychothérapeute pour lui dire qu'elle se sentait faible, qu'elle avait des vertiges et une arythmie cardiaque.
En septembre 1982, elle fut admise au Lenox Hill Hospital de New York et mise sous perfusion intraveineuse ; elle reprit 15 kg en huit semaines. Cette prise soudaine de poids surchargea son cœur, affaibli par les années de régimes diététiques.
Déterminée à reprendre sa carrière en main et à conclure son divorce, Karen Carpenter retourna en Californie en novembre 1982 et mit en chantier un nouvel album avec Richard.
Le 17 décembre 1982, elle donna son dernier récital dans la salle multifonction de la Buckley School (California) (en) dans le quartier de Sherman Oaks de Los Angeles, chantant des chants de Noël pour ses filleuls, leurs camarades de classe et leurs amis.
Le 11 janvier 1983, elle fit sa dernière apparition en public à une réunion d'anciens lauréats des Grammy Awards dans le cadre du 25e anniversaire de la cérémonie. Elle apparut frêle et fatiguée, mais selon Dionne Warwick, pleine de vie et d'entrain, s'exclamant, « Look at me ! I've got an ass ! » (Regardez-moi ! J'ai des fesses !)

## Le décès
Le 1er février 1983, la jeune femme voit son frère, évoque de nouveaux projets et la reprise des tournées. Le 4 février 1983, alors que son divorce doit être conclu dans les jours suivants, elle a une défaillance cardiaque, chez ses parents à Downey, à un mois de ses 33 ans.
Elle est admise au Downey Community Hospital ; elle est déclarée morte vingt minutes plus tard. Le procureur de Los Angeles donna comme cause de la mort des troubles du rythme cardiaque, causés par les déséquilibres biologiques associés à son anorexie mentale.
Selon le rapport de l'examen initial, la première cause était une crise cardiaque, et la seconde l’anorexie. Le troisième élément était la cachexie, avec un poids extrêmement faible et une dégradation associés à la chronicité de sa maladie.
L'autopsie attribua la mort de Karen Carpenter à la cardiotoxicité de l'émétine prise au cours de son anorexie mentale, révélant qu'elle s'était empoisonnée en prenant du sirop d'ipéca, un émétique souvent utilisé pour provoquer des vomissements mais qui peut entraîner un empoisonnement en cas de prise trop importante. L'utilisation de sirop d'ipéca par Karen fut contestée par Agnès et Richard : ils affirmèrent qu'ils n'avaient jamais trouvé de bouteilles vides d'ipeca dans son appartement et démentirent tout indice de vomissements volontaires. Richard dit que Karen ne voulait pas du sirop d'ipéca, les vomissements altérant ses cordes vocales, qu'elle ne prenait des laxatifs que pour maintenir un poids corporel faible.
Les funérailles de Karen Carpenter eurent lieu le 8 février 1983, à l'église méthodiste de Downey. Habillée d'un ensemble rose, Karen Carpenter reposait dans un cercueil blanc ouvert. Plus de 1 000 personnes défilèrent devant son cercueuil, en particulier ses amies Dorothy Hamill, Olivia Newton-John, Petula Clark et Dionne Warwick. Son mari, Tom, retira son alliance et la déposa dans le cercueil.
Elle fut enterrée au Forest Lawn Memorial-Parks & Mortuaries, en Californie, au pied d’un cyprès. En 2003, Richard fit enterrer Karen près de leurs parents, dans le mausolée de la famille Carpenter, au Pierce Brothers Valley Oaks Memorial Park de Westlake Village, en Californie, plus proche de sa maison du sud de la Californie.

## Après sa mort

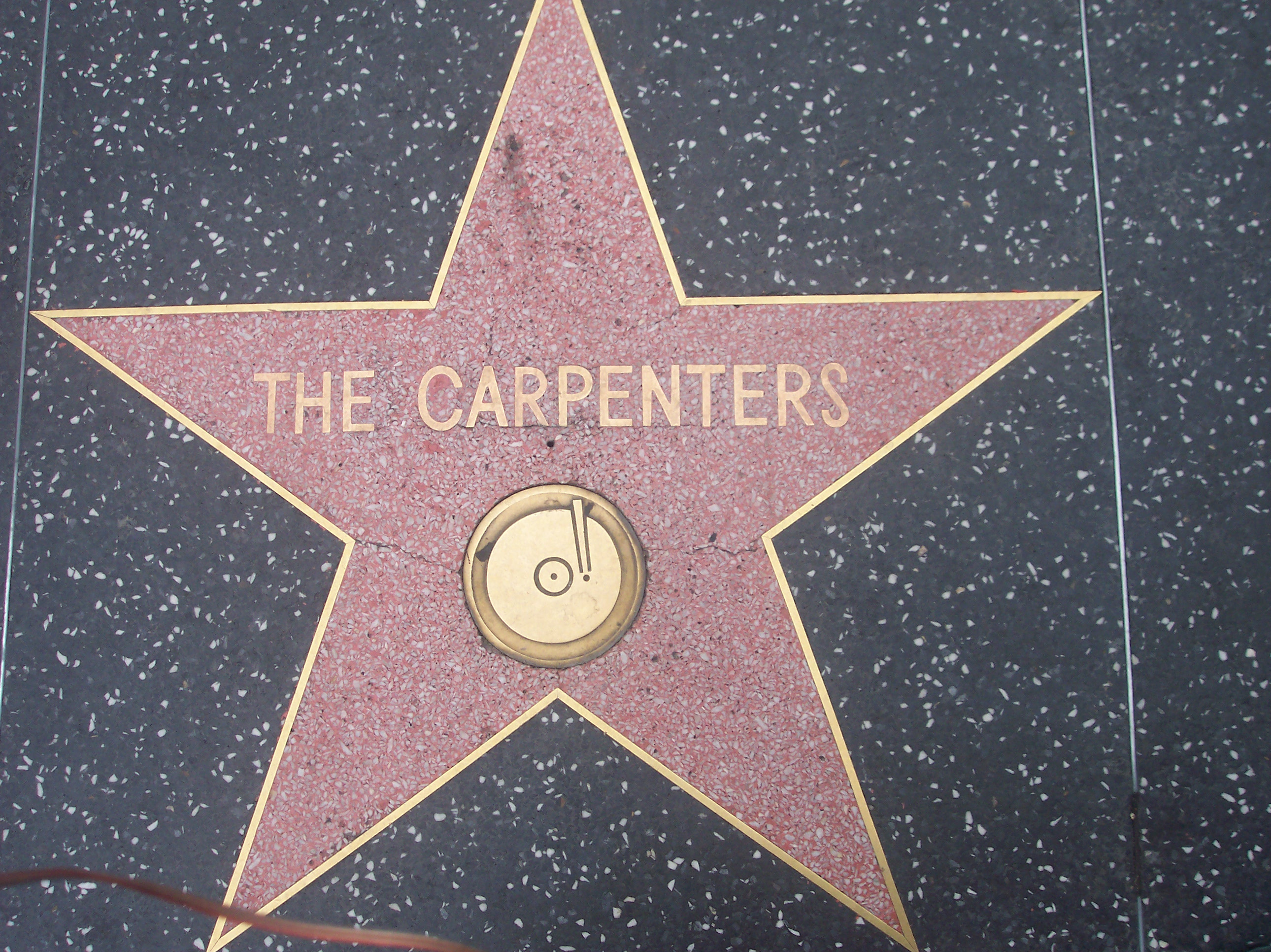
L'étoile des Carpenter à Hollywood Walk.

La mort de Karen Carpenter attira l'attention des médias sur l'anorexie mentale et aussi sur la boulimie. Dans les années qui suivirent sa mort, un certain nombre de personnalités décidèrent de rendre public leur trouble du comportement alimentaire :  l'actrice Tracey Gold, ou Diana Spencer, Princesse de Galles.
Les centres médicaux et les hôpitaux reçurent des appels concernant ces troubles. Le public connaissait peu l'anorexie mentale et la boulimie avant la mort de Karen Carpenter, ce qui ne facilitait pas l'identification et le traitement des troubles.
Sa famille créa une fondation, la Karen A. Carpenter Memorial Foundation. Elle recueille des fonds pour la recherche sur l'anorexie mentale et les troubles alimentaires. Le nom de l'organisation a été modifié en Carpenter Family Foundation. En plus de ces recherches, la fondation finance maintenant les arts, des spectacles et l'éducation.

## Hommages
En 1975, dans un sondage d'opinion du magazine Playboy, les lecteurs élurent Karen Carpenter meilleur batteur de rock de l'année. John Bonham, du groupe Led Zeppelin, arrivé en deuxième position, déclara : « Je voudrais qu'on sache que je viens juste après Karen Carpenter dans le sondage de Playboy sur le meilleur batteur, mais celle-ci ne tiendrait pas 10 minutes avec un morceau de Zeppelin. »
Le 12 octobre 1983, les Carpenters furent honorés d’une étoile sur le Walk of Fame. Elle est située au 6931 Hollywood Blvd, à quelques pas du théâtre Kodak. Richard, Harold et Agnes Carpenter assistèrent à l’inauguration, ainsi que de nombreux fans.
En 1987, le réalisateur de cinéma Todd Haynes utilisa les chansons de Richard et Karen dans son film Superstar : The Karen Carpenter Story. Le film de Haynes brosse le portrait des Carpenters avec des poupées Barbie, à la place de véritables acteurs. Le film fut retiré de la distribution après que Richard Carpenter eut gagné un procès concernant les royalties sur les chansons ; Haynes n'obtint pas la permission légale d'utiliser les enregistrements des Carpenters.
Le 1er janvier 1989, le téléfilm The Karen Carpenter Story (en) fut diffusé sur CBS avec Cynthia Gibb dans le rôle-titre. Gibb fit une interprétation mimée de l'enregistrement de la chanson des Carpenters, à l'exception de The End of the World. Les deux films utilisent la chanson This Masquerade en arrière-fond, montrant le mariage de Karen Carpenter avec Tom Burris.
Tunic (song for Karen), la deuxième chanson sur l'album Goo de Sonic Youth sorti en 1990, est consacrée à Karen Carpenter : elle est au Paradis, heureuse et jouant de la batterie, rencontrant ses nouveaux amis Dennis Wilson, Elvis Presley et Janis Joplin.
En 1999, VH1 classa Karen Carpenter au 29e rang de la liste des cent plus importantes femmes du rock and roll.
En 2010 , Rolling Stone classa Karen Carpenter au 94e rang de sa liste des 100 plus grands interprètes de tous les temps.
En 2017, paraît le livre de Clovis Goux, La disparition de Karen Carpenter, Actes Sud-Rocks.

## Discographie

### Albums studio
- Offering  (plus tard rediffusé sous le nom de Ticket to Ride) (1969)
- Close to You (1970)
- Carpenters (album) (en) (1971)
- A Song for You (The Carpenters album) (en) (1972)
- Now & Then (The Carpenters album) (en) (1973)
- Horizon (The Carpenters album) (en) (1975)
- A Kind of Hush (album) (en) (1976)
- Passage (The Carpenters album) (en) (1977)
- Christmas Portrait (en) (1978)
- Made in America (The Carpenters album) (en) (1981)
- Voice of the Heart (en) (1983)
- An Old-Fashioned Christmas (en) (1984)
- Lovelines (en) (1989)
- As Time Goes By (The Carpenters album) (en) (2003)

### Album solo
- Karen Carpenter (1996)